# 呾度設
呾度设（Tardush Shad，?—630年），吐火罗叶护政权第一任君主（叶护）。他是统叶护可汗的儿子。

## 统治
618年或625年，统叶护可汗入侵吐火罗斯坦并迫使嚈噠诸侯投降。根据《册府元龟》，近百年后叶护阿史那都泥利向唐朝朝贡时，列举这些诸侯包括谢䫻（扎布列斯坦/Zabulistan、条支州都督府）、罽賓（罽賓-健馱邏國、修鲜州都督府）、骨咄（哈特隆州Khuttal、高附州都督府）、石汗那（恰加尼扬/Chaghaniyan、悦般州都督府）、石汗那（库纳尔、悦般州都督府）、解苏（瓦赫达特/Shuman、天马州都督府）、多勒健（巴德吉斯、昆墟州都督府）、护密（瓦罕、鸟飞州都督府）、护时健（[古兹甘/Guzgan、奇沙州都督府）、帆延（巴米扬、写凤州都督府）、久越得犍（呵跋檀/Kobadiyan、王庭州都督府）、石匿（巴达克山、妫塞州都督府）统叶护可汗把他的儿子呾度设分封到阿缓城作为吐火羅葉護。

## 家庭
他的两位夫人都是高昌国王麴伯雅的女儿。当玄奘访问阿缓城时，带来了一封呾度設内兄、高昌国王麴文泰给呾度設的信。呾度設尽管身体不适，还是接待了玄奘。呾度設建议玄奘向西去缚喝（今阿富汗巴尔赫），看看佛教遗址和遗物。玄奘还目睹了一场宫廷丑闻，当时呾度設的长子沙钵罗特勤爱上了他的继母（也是姨母），并在630年毒死了呾度設。